# Oxalis andina
Oxalis andina är en harsyreväxtart som beskrevs av Nathaniel Lord Britton. Oxalis andina ingår i släktet oxalisar, och familjen harsyreväxter. Inga underarter finns listade i Catalogue of Life.